# 叡福寺
叡福寺（えいふくじ）は、大阪府南河内郡太子町太子にある太子宗の本山の寺院。山号は磯長山（しながさん）。本尊は如意輪観音。新西国三十三箇所客番札所。聖徳太子の墓所とされる叡福寺北古墳（磯長墓〈しながのはか〉）があることで知られる。開基は聖徳太子または推古天皇とも聖武天皇ともいわれる。聖徳太子建立三太子の一つで、野中寺（羽曳野市）の「中の太子」、大聖勝軍寺（八尾市）の「下の太子」に対して、「上の太子」と呼ばれている。また、大阪みどりの百選に選定されている。
当寺にある叡福寺北古墳（磯長墓）には、聖徳太子、太子の母・穴穂部間人皇女、太子の妃・膳部菩岐々美郎女が埋葬されているとされ、「三骨一廟」と呼ばれる。当寺の所在する磯長（しなが）は蘇我氏ゆかりの地であり、聖徳太子の父・用明天皇と母はともに蘇我氏の血を引いているが、この古墳の被葬者を聖徳太子とすることについては異説もある。なお、叡福寺近辺には敏達天皇、用明天皇、推古天皇、孝徳天皇の陵もある。

## 歴史

### 草創
寺伝によれば、聖徳太子は生前の推古天皇28年（620年）にこの地を自らの墓所とするように定めたという。推古天皇29年（621年）に太子の母・穴穂部間人皇女が没するとここに葬られている。そして、翌推古天皇30年（622年）に太子の妃・膳部菩岐々美郎女と聖徳太子が相次いで亡くなると、母の穴穂部間人皇女と同じ場所に葬られたとされている。太子の没後、伯母にあたる推古天皇によって方六町の土地が寄進され、当地には墓守りの住む堂が建てられて太子の霊廟を守る香華寺が創建されたが、これが当寺の始まりとされている。
約1世紀後の神亀元年（724年）に聖武天皇の発願によって東院・西院の2つの七堂伽藍が整備されて東院は転法輪寺、西院は叡福寺と称したという。しかし、このことは正史には見えず史実かどうか定かではない。叡福寺の創建年代については諸説あり、実際の創建は平安時代以降に下るとする見方もある。この頃には当時は御廟寺と呼ばれていた。
当寺は聖徳太子ゆかりの寺として歴代の天皇や権力者に重んぜられた。平安時代には嵯峨天皇をはじめ多くの天皇が参拝している。承安年間（1171年 - 1175年）には高倉天皇の勅により、平清盛の命で子の平重盛が堂塔の修理を行っている。また聖徳太子は仏教の興隆に尽力したため、日本仏教の開祖として賛仰された。そのこともあって空海・良忍・親鸞・叡尊・証空・一遍・日蓮など各宗派の開祖となった僧たちが、太子の墓所がある当寺に参籠したことが知られている。このように当寺は法隆寺や四天王寺と並ぶ太子信仰の中核でもあった。

### 南北朝時代以降
南北朝時代の貞和4年（1348年）1月12日には合戦に巻き込まれて堂舎が炎上している。
なお、当寺は13世紀中頃には御廟寺の他、転法輪寺、科長（しなが）寺、石河寺などと呼ばれており、叡福寺と呼ばれるようになるのは15世紀初頭以降である。以後も当寺の呼び名は増え、太子寺、上太子寺、普門寺などとも呼ばれるようになっていく。
当寺は戦国時代には塔頭も20余あったが、天正2年（1574年）の織田信長による焼き討ちで大きな被害を受けてしまい、古代の建物は一つも残っていない。南にある西方院の寺伝によると、この時の被害は明智光秀による焼き討ちであったという。
その後、後陽成天皇の勅願により豊臣秀頼が伽藍を復興し、慶長8年（1603年）に聖霊殿が再建されるなどし、慶長年間（1596年 - 1615年）に再興されている。
長らく金堂は再建されていなかったが、とりあえず仮屋として正徳5年（1715年）に再建がなされた。その後、本格的な金堂が建てられることとなり、享保17年（1732年）に金堂はようやく再建された。
当寺は聖徳太子信仰の高まりもあって「三国一の霊場」とも呼ばれるようになった。
境内の南側には元塔頭の西方院がある。
当寺の付近には、敏達天皇陵、用明天皇陵、推古天皇陵、孝徳天皇陵、小野妹子の墓、大津皇子の墓、源頼信の墓、源頼義の墓、源義家の墓などがある。

## 聖徳太子御廟（叡福寺北古墳）

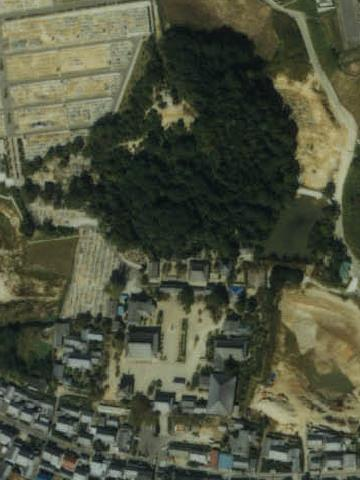
叡福寺北古墳

当寺が聖徳太子磯長廟として祀り、聖徳太子らの墓所とされる叡福寺北古墳は、宮内庁により皇族の陵墓（磯長墓）に指定されている。1889年（明治12年）に学術調査がなされた。聖徳太子の墓所とするのは後世の仮託だとする説もある。古墳は約直径54.3メートル、高さ7.2メートルの円墳で、横穴式石室をもち、内部には3基の棺が安置されているという。中央の石棺に穴穂部間人皇女（母）が葬られ、東と西の乾漆棺（麻布を漆で貼り固めた棺）には東に聖徳太子、西に膳部菩岐々美郎女（妻）が葬られているとされる。
江戸時代までは参拝のために石室内に入れたというが、明治になり入場が規制され、1889年（明治12年）の修復調査が実施された際に横穴入口をコンクリートで埋めてしまった。そのため、現在では中を調査することは困難である。また調査の際に棺は確認できたが、遺骸は風化して残っていなかったとされている。

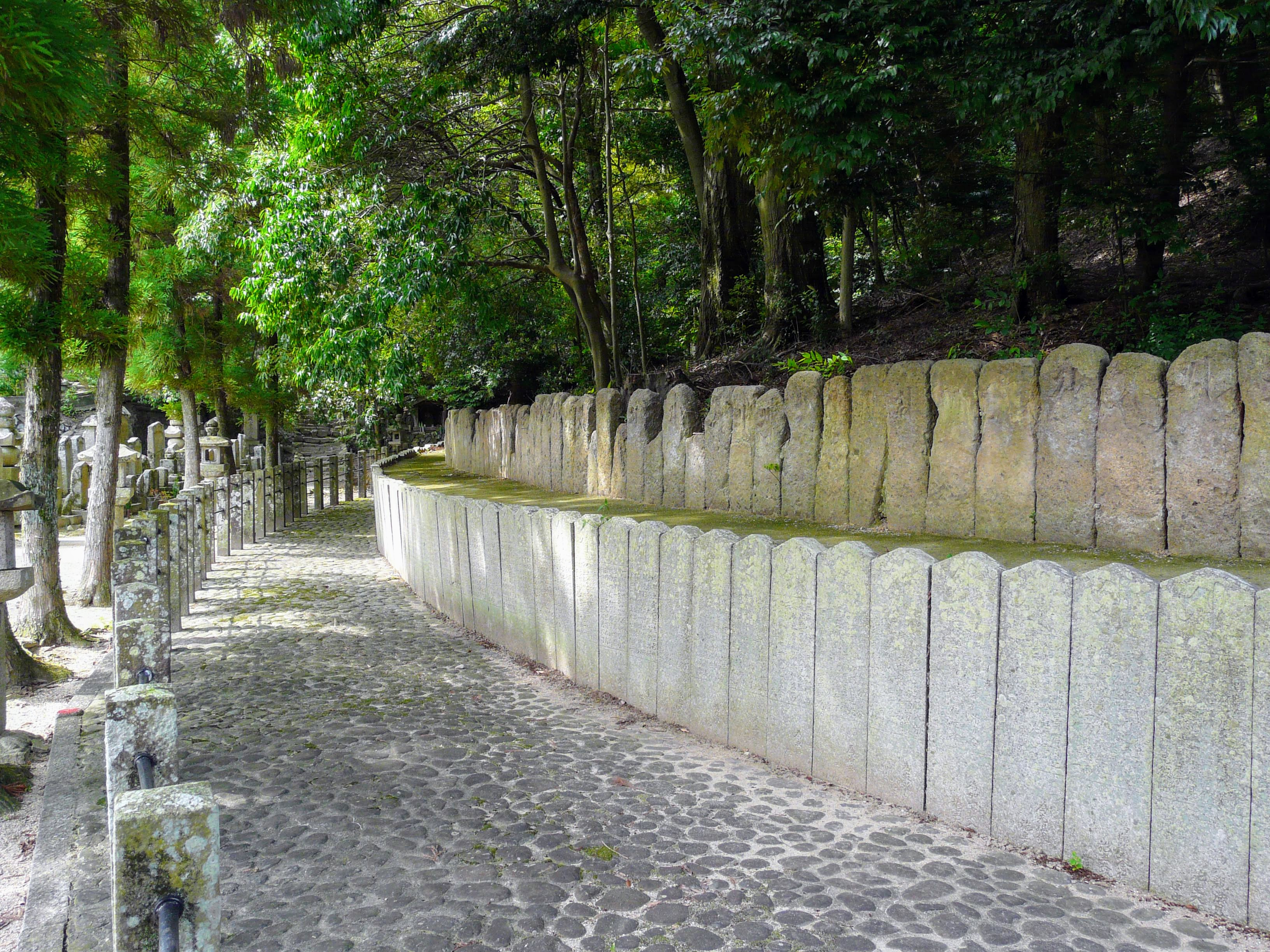
墳丘周囲の結界石

墳丘の周囲は「結界石」と呼ばれる石の列によって二重に囲まれている。2002年（平成14年）に結界石の保存のため宮内庁書陵部によって整備され、墳丘すそ部が3か所発掘された。同年11月14日、考古学、歴史学の学会代表らに調査状況が初めて公開された。墳丘の直径が54.3メートルを下回る可能性が指摘されている。

## 境内
- 聖徳太子御廟 - 叡福寺北古墳[3]。宮内庁管轄。解説は既述。
- 拝所
- 上の御堂 - 元禄元年（1688年）徳川綱吉の命で丹南藩主高木正陳により建立[12]。
- 浄土堂 - 慶長2年（1597年）伊藤秀盛により再建[12]。
- 忠禅上人の墓 - 五重石塔。
- 久邇元帥宮御遺髪塔 - 七重石塔。聖徳太子奉賛会総裁であった久邇宮邦彦王（香淳皇后の父）の遺髪塔。
- 鐘楼（大阪府指定有形文化財） - 慶長年間（1596年 - 1615年）豊臣秀頼により再建。
- 回廊 - 元禄元年（1688年）徳川綱吉の命で高木正陳により建立[12]。
- 二天門 - 元禄元年（1688年）徳川綱吉の命で高木正陳により建立[12]。
- 見真大師堂 - 1912年（明治45年）建立。祀られている親鸞聖人像は親鸞が88歳の時に当寺に参詣した際に自ら彫ったものであるという[12]。
- 良忍上人（聖応大師）廟 - 三重石塔が祀られている。
- 経蔵 - 六角形の建物[12]。
- 科長岡神社 - 鎮守社。
- 弘法大師堂 - 祀られている弘法大師像は空海が三鈷を持って自ら彫ったものであるという[12]。
- 弘法大師像
- 念仏堂 - 善光寺48箇所中の第13番札所[12]。
- 金堂（大阪府指定有形文化財） - 当寺の本堂。享保17年（1732年）再建。本尊は如意輪観音坐像。脇侍は不動明王像、愛染明王像[12]。
- 聖霊殿（太子堂、重要文化財） - 慶長8年（1603年）豊臣秀頼により再建[3]。
- 宝蔵
- 聖光明院 - 塔頭。聖徳太子に仕えていた調子麻呂が長く太子の菩提を弔った場所に建てられている[12]。
- 多宝塔（重要文化財） - 承応元年（1652年）[12]江戸の豪商三谷三九郎により再建[13][14]。
- 客殿 - 高屋城が落城した際にその建物の古材を使用して天正年間（1573年 - 1593年）に建てられたという[12]。
- 庭園「志南香苑」 - 1928年（昭和3年）に久邇宮邦彦王によって名付けられた[12]。
- 源頼朝供養塔（大阪府指定有形文化財）
- 庫裏
- 南大門 - 1958年（昭和33年）再建[12]。扁額「聖徳廟」は岸信介元首相の筆。
- 隔夜堂 - 南大門の向側にある。

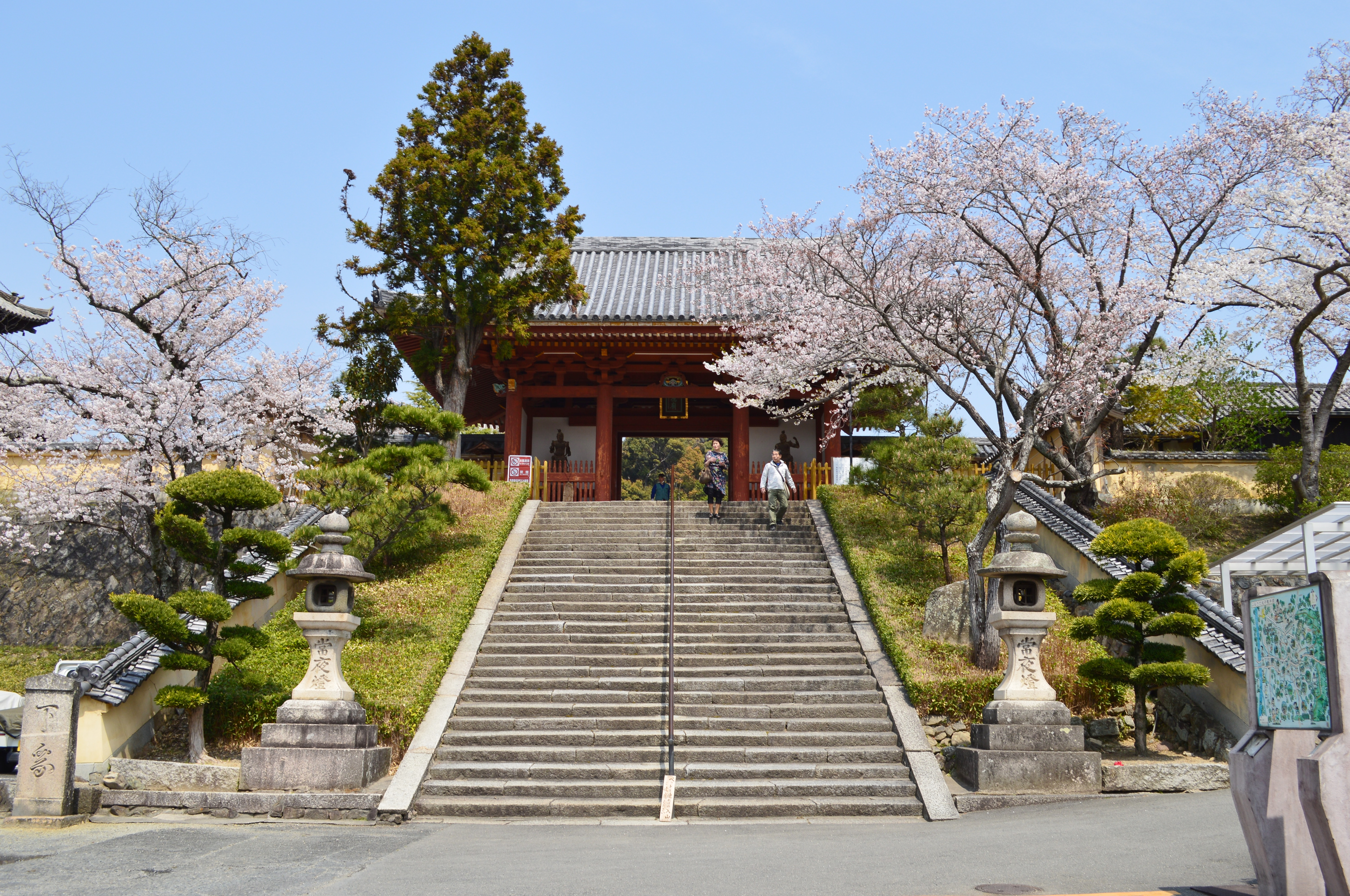
南大門
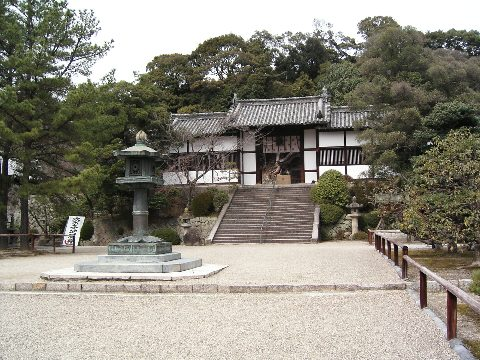
二天門
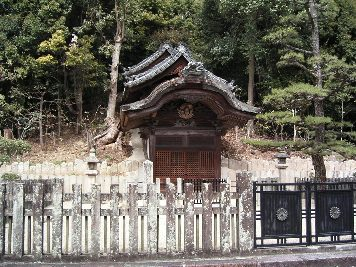
聖徳太子御廟
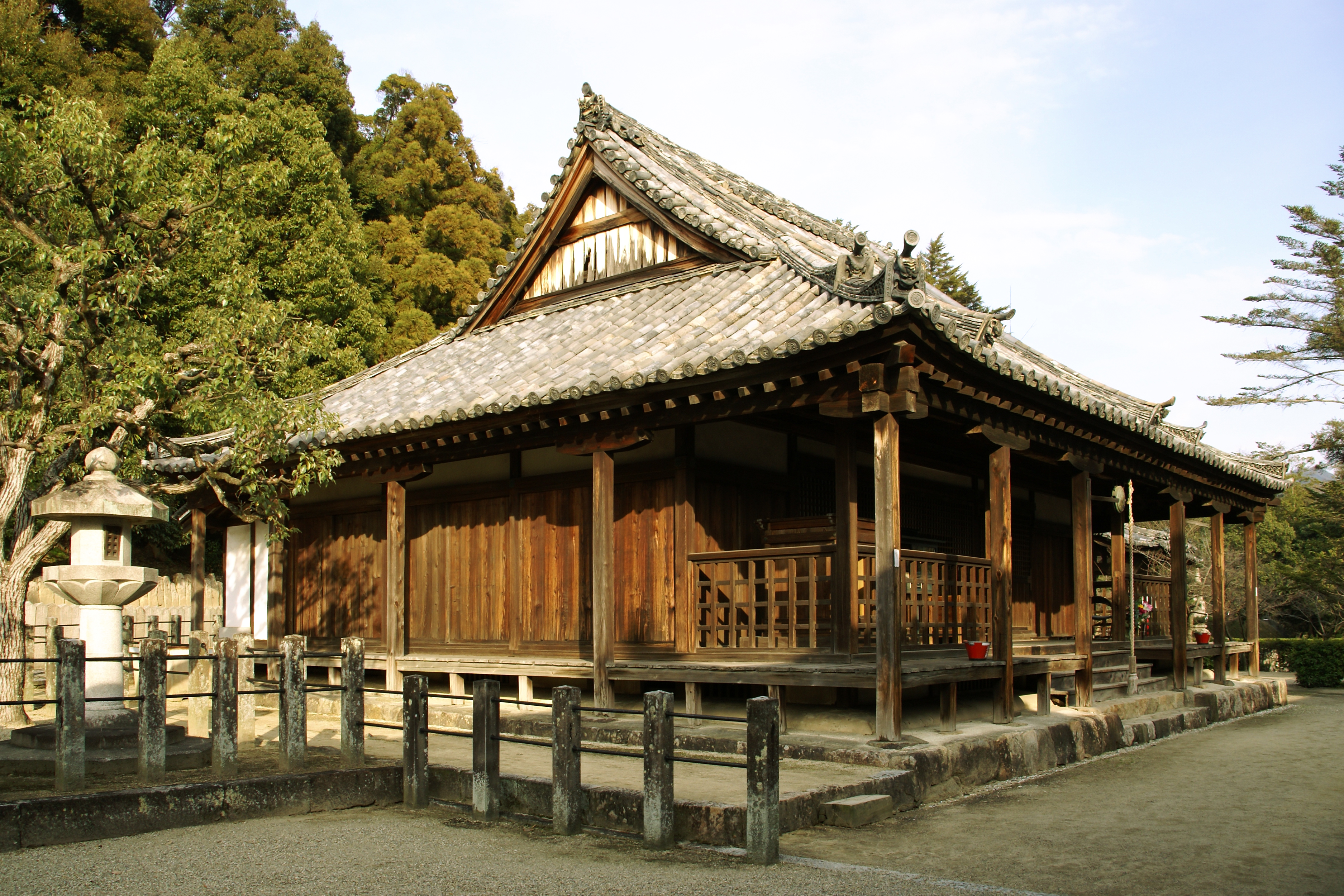
浄土堂
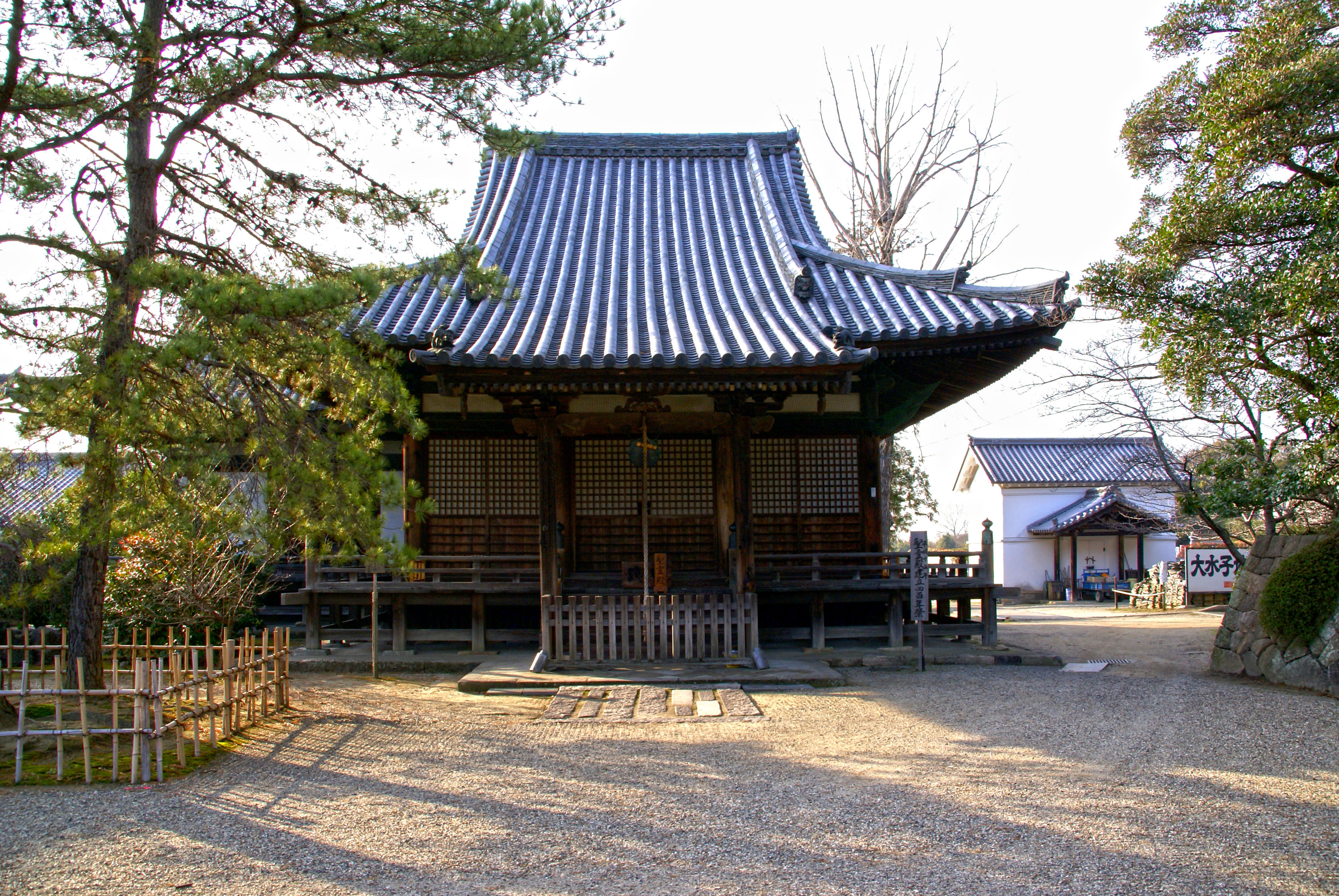
聖霊殿
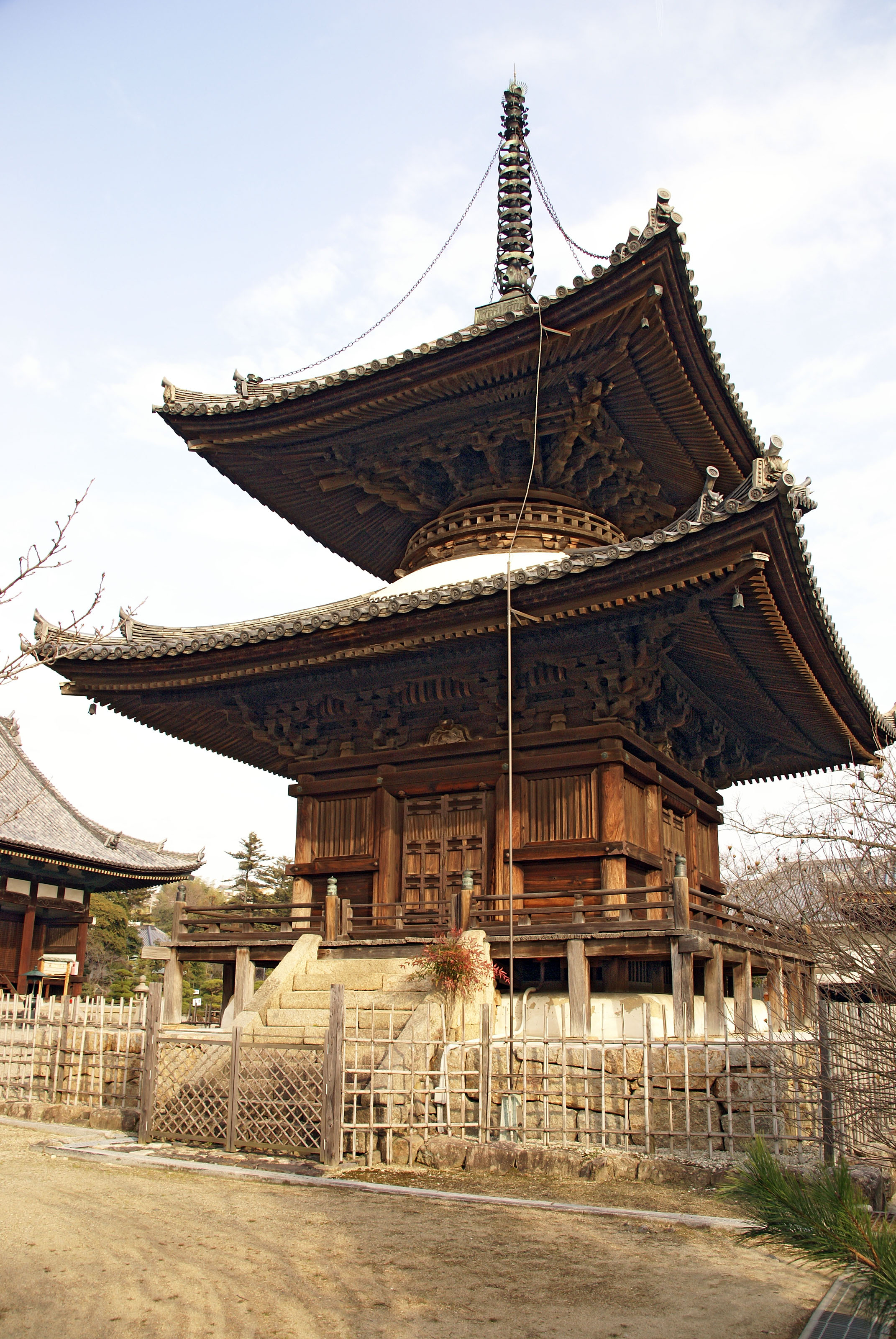
多宝塔

## 文化財

### 重要文化財
- 聖霊殿 附：玄関 - 慶長8年（1603年）再建。1977年（昭和52年）1月28日指定。別名・太子堂（聖徳太子16歳像を祀る）[13]。単層の入母屋造で、桁行3間（7.8メートル）、梁間5間（12.7メートル）、本瓦葺。1間の向拝を備え、南面に桁行3間（7.5メートル）、梁間2間（5.3メートル）の突出部がある（「間」は長さの単位ではなく柱間の数を指す）[15][16]。
- 多宝塔 - 承応元年（1652年）再建。1977年（昭和52年）1月28日指定。三間多宝塔、本瓦葺[14][17]。
- 絹本著色文殊渡海図 - 1908年（明治43年）4月20日指定。大阪市立美術館寄託[18]。
- 絹本著色涅槃変相図 - 2017年度指定[19][20]。
- 高屋連枚人墓誌（たかやのむらじひらひとぼし）〈蓋共〉 - 宝亀7年（776年）。1909年（明治42年）9月22日指定[21]。

### 大阪府指定有形文化財
- 金堂 附：棟札 1枚 - 享保17年（1732年）再建[13]。2001年（平成13年）2月2日指定[22]。
- 鐘楼 - 年代不詳（慶長年間〈1596年 - 1615年〉と推定される）[13]。2001年（平成13年）2月2日指定[22]。
- 石造五輪塔 - 年代不詳（鎌倉時代後期[22] と推定される）。1977年（昭和52年）3月31日指定。高さ2.97メートル、源頼朝の供養塔といわれる。明治初期に本寺域西側（石塔律院跡）より移建[23]。
- 石造阿弥陀如来坐像 -　平安時代末期。1970年（昭和45年）指定。門前に位置する隔夜堂の本尊[13]。

### 大阪府指定史跡
- 境内 - 1997年（平成9年）2月3日指定[24]。

## 前後の札所
新西国三十三箇所
8 西方院　-　客番 叡福寺　-　9 飛鳥寺
仏塔古寺十八尊
1 家原寺　-　2 叡福寺　-　3 海住山寺
河内西国霊場
20 楠妣庵観音寺　-　21 叡福寺　-　22 額田寺
聖徳太子霊跡
5 野中寺　-　6 叡福寺　-　7 世尊寺
西山国師遺跡霊場
14 當麻寺奥の院　-　15 叡福寺　-　客番 四天王寺
河内飛鳥古社寺霊場
14 高貴寺　-　15 叡福寺　-　客番 住吉大社
神仏霊場巡拝の道
56 観心寺　-　57 叡福寺　-　58 道明寺天満宮

## 太子廟の七不思議
1. 樹木が生い茂った御廟内には、松や笹が生えない。
2. 鳥が巣を造らない。
3. 大雨が降っても御廟の土が崩れない。
4. 御廟を取り巻く結界石は何度数えても数が合わない。
5. メノウ石に太子の御記文が彫られたものが、太子の予言どおりに死後430年後の天喜2年（1054年）に発見された。
6. 御廟も西にあるクスノキは、母后を葬送したときに、太子自らがかついだ棺の轅（ながえ）を挿したものが芽をふき茂った。
7. 寛平6年（894年）、法隆寺の康仁大徳が御廟内を拝見した時、太子の着衣は朽ちていたが、その遺骸は生きているように温かくやわらかだった。

## 韓国人窃盗団による盗難事件
1998年（平成10年）に高麗仏画「楊柳観音像」を含む仏画32点が盗まれた。2004年（平成16年）10月にソウルで韓国人窃盗団が逮捕され、2005年（平成17年）1月には懲役判決を受けた。韓国では、日本にある高麗仏画は文禄・慶長の役や日本統治時代に略奪されたと認識する人もおり、窃盗団は「神が『日本が略奪した我が国の文化財を取り戻せ』と言った」と主張したが、盗品をすぐ売却して金に替えており、金銭目的の犯行だと判明している。「楊柳観音像」は韓国に持ち込まれたといわれているが、行方不明である。

## その他
南大門の南側には聖徳太子の3人の乳母を祀る日本最初の尼寺とされる西方院がある。また聖徳廟と南大門の延長線上の南側にある南林寺は叡福寺の四季講堂であったといわれている（南林寺パンフレットより）。
- 生誕地の橘寺と叡福寺と兵庫県太子町の斑鳩寺とは一直線に並ぶ。
- 花山法皇は、叡福寺の僧といわれる仏眼の導きを得て西国三十三所を復興した。

聖徳太子1400年御遠忌大法会では雅楽（東儀秀樹）、幸若舞（幸若知加子）、宗教舞踊（金剛流）が奉納された。

## 所在地
- 大阪府南河内郡太子町太子2146

## アクセス
- 近鉄長野線 喜志駅から4市町村コミバス（近鉄バス運行。2023年12月21日に金剛バスの事業廃止に伴い移管）または、近鉄南大阪線 上ノ太子駅から「たいしのってこバス（2号車）」で「聖徳太子御廟前」バス停下車徒歩約3分。